# Quattro Giorni di Dunkerque 1962
La Quattro Giorni di Dunkerque 1962, ottava edizione della corsa, si svolse dal 10 al 13 maggio su un percorso di 792 km ripartiti in 4 tappe (la terza suddivisa in due semitappe), con partenza e arrivo a Dunkerque. Fu vinta dal francese Joseph Groussard della Pelforth-Sauvage-Lejeune davanti al belga Jean-Baptiste Claes e all'olandese Piet Rentmeester.

## Tappe
| Tappa  | Data      | Percorso                     | km  | Vincitore di tappa  | Leader cl. generale |
| ------ | --------- | ---------------------------- | --- | ------------------- | ------------------- |
| 1ª     | 10 maggio | Dunkerque > Dunkerque        | 190 | Jean-Baptiste Claes | Jean-Baptiste Claes |
| 2ª     | 11 maggio | Dunkerque > Dunkerque        | 200 | Jo de Haan          | Jean-Baptiste Claes |
| 3ª-1ª  | 12 maggio | Dunkerque > Boulogne-sur-Mer | 125 | Bas Maliepaard      | Joseph Groussard    |
| 3ª-2ª  | 12 maggio | Boulogne-sur-Mer > Dunkerque | 99  | Raymond Elena       | Joseph Groussard    |
| 4ª     | 13 maggio | Dunkerque > Dunkerque        | 178 | Frans Melckenbeeck  | Joseph Groussard    |
| Totale | Totale    | Totale                       | 792 |                     |                     |

## Dettagli delle tappe

### 1ª tappa
- 10 maggio: Dunkerque > Dunkerque – 190 km

| Pos. | Corridore           | Squadra  | Tempo    |
| ---- | ------------------- | -------- | -------- |
| 1    | Jean-Baptiste Claes | Wiel's   | 4h59'10" |
| 2    | Joseph Groussard    | Pelforth | s.t.     |
| 3    | Hans Junkermann     | Wiel's   | s.t.     |

| Pos. | Corridore           | Squadra | Tempo |
| ---- | ------------------- | ------- | ----- |
| 1    | Jean-Baptiste Claes | Wiel's  |       |

### 2ª tappa
- 11 maggio: Dunkerque > Dunkerque – 200 km

| Pos. | Corridore           | Squadra | Tempo    |
| ---- | ------------------- | ------- | -------- |
| 1    | Jo de Haan          | Gitane  | 5h22'24" |
| 2    | Bernard Viot        | Peugeot | s.t.     |
| 3    | Jean-Baptiste Claes | Wiel's  | s.t.     |

| Pos. | Corridore           | Squadra | Tempo |
| ---- | ------------------- | ------- | ----- |
| 1    | Jean-Baptiste Claes | Wiel's  |       |

### 3ª tappa - 1ª semitappa
- 12 maggio: Dunkerque > Boulogne-sur-Mer – 125 km

| Pos. | Corridore      | Squadra       | Tempo    |
| ---- | -------------- | ------------- | -------- |
| 1    | Bas Maliepaard | Gitane        | 3h08'30" |
| 2    | Jo de Haan     | Gitane        | s.t.     |
| 3    | Jos Verachtert | Dr. Mann-Labo | s.t.     |

| Pos. | Corridore        | Squadra  | Tempo |
| ---- | ---------------- | -------- | ----- |
| 1    | Joseph Groussard | Pelforth |       |

### 3ª tappa - 2ª semitappa
- 12 maggio: Boulogne-sur-Mer > Dunkerque – 99 km

| Pos. | Corridore        | Squadra | Tempo    |
| ---- | ---------------- | ------- | -------- |
| 1    | Raymond Elena    | Margnat | 2h36'00" |
| 2    | Piet Rentmeester | Gitane  | s.t.     |
| 3    | Jo de Haan       | Gitane  | s.t.     |

| Pos. | Corridore        | Squadra  | Tempo |
| ---- | ---------------- | -------- | ----- |
| 1    | Joseph Groussard | Pelforth |       |

### 4ª tappa
- 13 maggio: Dunkerque > Dunkerque – 178 km

| Pos. | Corridore          | Squadra       | Tempo    |
| ---- | ------------------ | ------------- | -------- |
| 1    | Frans Melckenbeeck | Mercier       | 5h08'50" |
| 2    | Fernand Delort     | Gitane        | s.t.     |
| 3    | Jozef Vloebergs    | Dr. Mann-Labo | s.t.     |

| Pos. | Corridore           | Squadra  | Tempo     |
| ---- | ------------------- | -------- | --------- |
| 1    | Joseph Groussard    | Pelforth | 21h18'37" |
| 2    | Jean-Baptiste Claes | Wiel's   | a 8"      |
| 3    | Piet Rentmeester    | Gitane   | a 2'00"   |

## Classifiche finali

### Classifica generale
| Pos. | Corridore           | Squadra                           | Tempo     |
| ---- | ------------------- | --------------------------------- | --------- |
| 1    | Joseph Groussard    | Pelforth-Sauvage-Lejeune          | 21h18'37" |
| 2    | Jean-Baptiste Claes | Wiel's-Groene Leeuw               | a 8"      |
| 3    | Piet Rentmeester    | Gitane-Leroux-Dunlop-R. Geminiani | a 2'00"   |
| 4    | Arnaldo Pambianco   | Ignis-Moschettieri                | a 2'35"   |
| 5    | Fernand Delort      | Gitane-Leroux-Dunlop-R. Geminiani | a 2'41"   |
| 6    | Frans Melckenbeeck  | Mercier-BP-Hutchinson             | a 2'49"   |
| 7    | Frans De Mulder     | Wiel's-Groene Leeuw               | s.t.      |
| 8    | Luis Otaño Arcelus  | Margnat-Paloma-D Alessandro       | s.t.      |
| 9    | Henry Duez          | Peugeot-BP-Dunlop                 | a 2'51"   |
| 10   | Gerard Thiélin      | Gitane-Leroux-Dunlop-R. Geminiani | s.t.      |